# Prikalàusski
Prikalàusski (en rus: Прикалаусский) és un poble (un possiólok) del krai de Stàvropol, a Rússia, que en el cens del 2010 tenia 1.015 habitants. Pertany al districte rural de Petrovski.